# Ljudmila Zjivkova

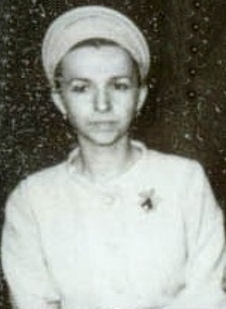
Ljudmila Zjivkova (1942-1981)

Ljudmila Todorova Zjivkova (Bulgaars: Людмила Тодорова Живкова) (Govedartsi, 26 juli 1942 - Sofia, 21 juli 1981) was een Bulgaars partijfunctionaris, lid van het politbureau van de Bulgaarse Communistische Partij (BKP). Zij was de dochter van het Bulgaarse staatshoofd en leider van de BKP Todor Zjivkov (1911-1998). Ze is vooral bekend geworden vanwege haar interesses op het gebied van de Bulgaarse cultuur, spiritualiteit en belangstelling voor esoterie en New Age.

## Biografie
Ljudmila Zjivkova was de dochter van Todor Zjivkov (1911-1998) en diens vrouw Mara Maleeva-Zjivkova (1911-1971). Haar vader was sinds 1954 de leider van Bulgarije; sinds 1971 vervulde hij naast het ambt van eerste secretaris van de BKP ook dat van voorzitter van de Staatsraad (staatspresident). Ljudmila had een jongere broer, Vladimir (1952-2021) genaamd. Ljudmila studeerde van 1962 tot 1965 geschiedenis aan de Universiteit van Sofia. Aansluitend studeerde zij kunstgeschiedenis aan de Staatsuniversiteit van Moskou. In 1970 sloot zij haar opleiding succesvol af met een doctoraat. Een postdoctorale studie volgde Zjivkova aan St Antony's College, Universiteit van Oxford (1970-1971). Ze werkte aldaar aan een dissertatie over de Brits-Turkse betrekkingen. Het boek werd in 1971 gepubliceerd en in 1976 volgde een vertaling in het Engels. Nadien gaf zij tot haar overlijden leiding aan het Balkaninstituut van de Bulgaarse Academie van Wetenschappen. Daarnaast was zij assistent voorzitter (1972-1973), daarna vicevoorzitter (1973-1975) en uiteindelijk voorzitter (1975-1981) van de commissie voor kunst en cultuur met de rang van minister. Van 1976 tot haar dood in 1981 was Zjivkova lid van de Grote Nationale Vergadering. In 1980 werd Zjivkova lid van het politbureau van de BKP.
Sinds het overlijden van haar moeder in 1971 vergezelde Ljudmila haar vader bij officiële bezoeken.

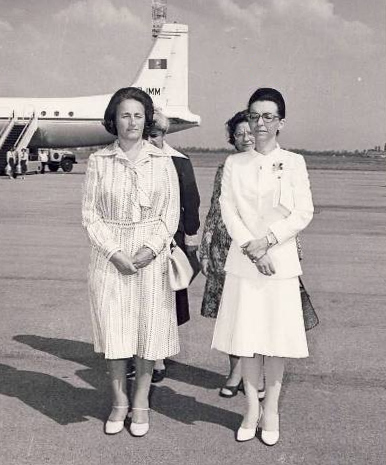
Zjivkova (rechts) met Elena Ceaușescu (links) in 1977

Zjivkova publiceerde een groot aantal belangrijke cultuurhistorische studies met betrekking tot Bulgaarse oudheden, w.o. het geïllustreerde Evangeliarium (1355-1356) van tsaar Ivan Aleksandar van Bulgarije. Ondanks het orthodoxe marxisme-leninisme van haar vader ontwikkelde Zjivkova een interesse voor oosterse mystiek, esoterie en theosofie. Zij praktiseerde daarnaast yoga, hetgeen in die dagen geheel ongebruikelijk was voor een (Bulgaarse) communist. Daarnaast hield zij er ongewone opvattingen op na over het ontstaan van de Bulgaarse natie en cultuur. Volgens haar zijn alle belangrijke culturele bijdragen aan de Bulgaarse geschiedenis toe te schrijven aan de Proto-Bulgaren en de Thraciërs en was de Slavische inbreng minimaal. Zjivkova gaf de aanzet tot rondreizende tentoonstellingen van Bulgaarse iconen, Thracisch goud en andere culturele kostbaarheden die de hele wereld rondgingen. Als kunsthistorica en minister onderhield zij contacten met vakgenoten in Westerse landen, waaronder in de Verenigde Staten van Amerika. 
In 1978 werd Ljudmila benoemd tot voorzitter van het organisatiecomité "1300 jaar Bulgarije" dat in het najaar van 1981 werd gevierd. Zij overleed echter twee maanden voor de viering, op 21 juli 1981 aan een hersentumor. Al gauw deed het gerucht de ronde dat ze zou zijn vermoord door de KGB vanwege haar controversiële opvattingen. Ljudmila Zjivkova werd slechts 38 jaar oud. Na haar dood ontstond er een soort cultus rond haar persoon. De Bulgaarse overheid vernoemde het cultuurpaleis in Sofia naar haar. Na de val van het communistische regime in 1989/1990 kwam een einde aan deze persoonscultus.
Zjivkova was de belangrijkste kracht achter de opleving van het Bulgaarse nationalisme in de jaren tachtig.

## Persoonlijk
Ljudmila Zjivkova was een tijd lang getrouwd geweest met Ljoebomir Stojchev. Na van hem te zijn gescheiden was zij tot haar dood getrouwd met Ivan Slavkov (1940-2011). Slavkov was hoofd van de staatstelevisie (1972-1982), werd in 1982 voorzitter van het Bulgaarse Olympische Comité en in 1987 tevens van het Internationaal Olympisch Comité. In 1995 werd Slavkov directeur van de Bulgaarse Voetbalbond en in 2001 richtte hij naar het voorbeeld van Berlusconi's Forza Italia de partij Voorwaarts, Bulgarije op.